# 天府五街站
天府五街站位于中華人民共和國四川省成都市高新区天府大道中段、天府五街路口，于2015年7月25日开通使用。因临近天府五街而得名，在建设过程中的工程名为“锦江站”。

## 车站结构
天府五街站呈南北走向布置，为地下双层结构车站，采用10.5米宽岛式站台。车站总长212.2米,标 准段宽19.2米，设4个出入口，2组风亭。
| 地面      |                                           | 出入口                             |  |
| 地下 一层 | 站厅层                                    | 安检、售票机、站内商店             |  |
| 地下 二层 |                                           | 1号线列车往韦家碾方向 （天府三街） |  |
| 地下 二层 | 岛式月台，左边车门将会开启                |                                    |  |
| 地下 二层 | 1号线列车往科学城/五根松方向 （华府大道） |                                    |  |

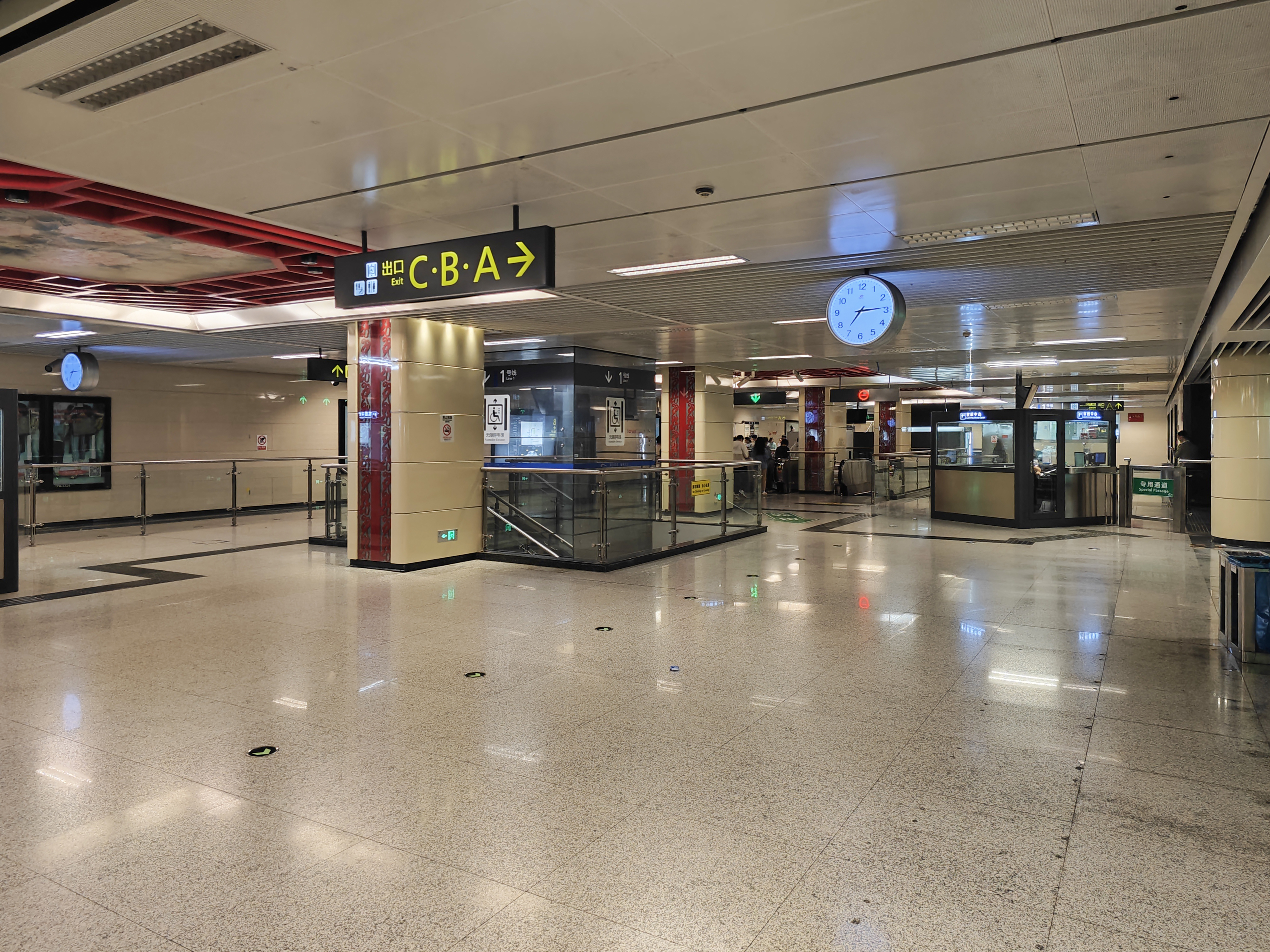
站厅层
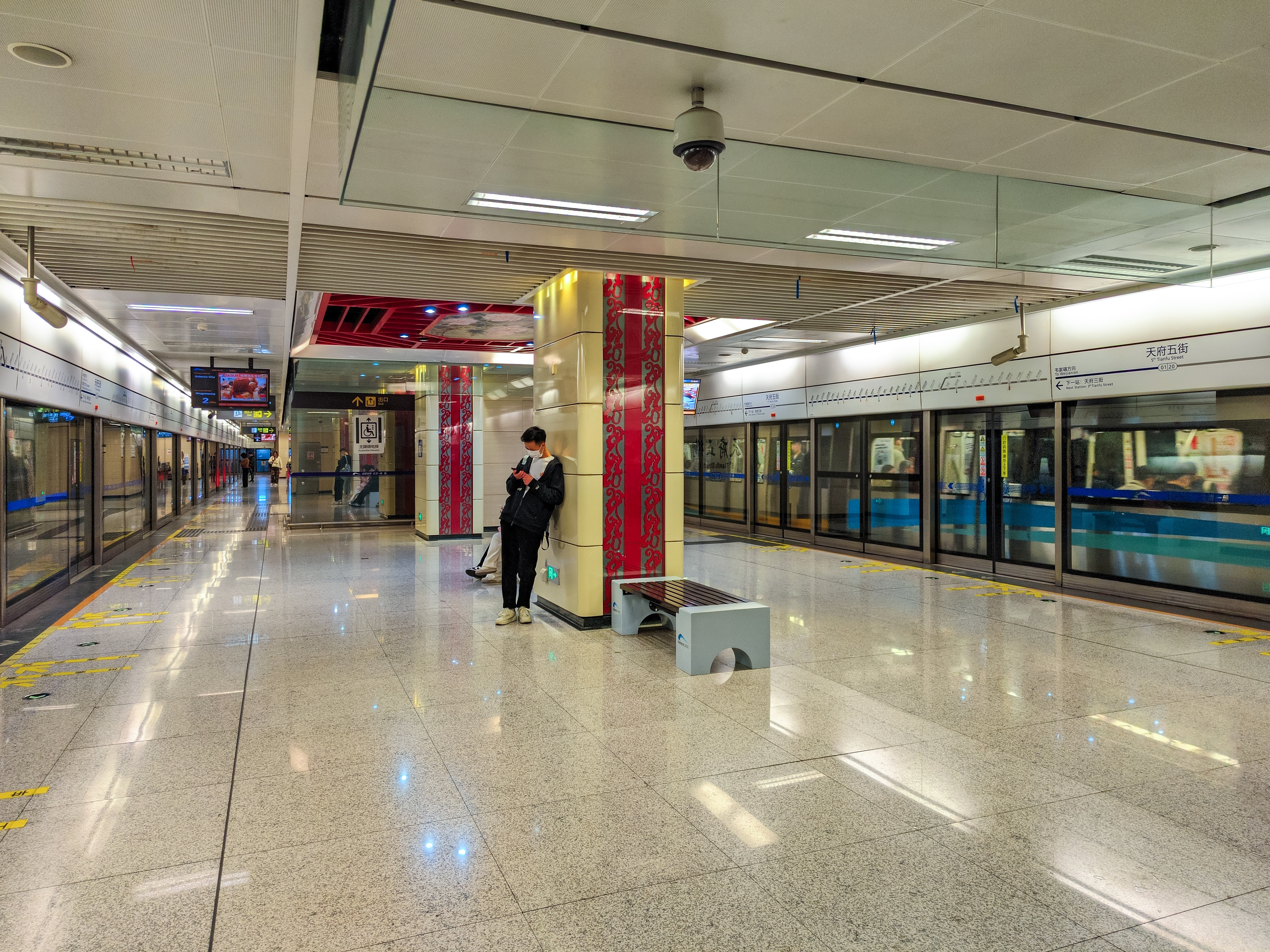
站台层

## 内装与公共艺术
设计主题：融入蜀锦元素，唤醒城市记忆。
站台为单柱双层结构，柱面及天花采用蜀锦的元素，选取象征富贵吉祥的图案，不仅唤醒城市记忆，同时也是一种幸福吉祥的祝愿。天府五街站充分将锦江的历史文化融入其中，展示成都这座唐代锦官城独特悠久的成都特色，充分将文人诗句、地域特色有效结合。

## 出入口信息
天府五街站目前开放4个出入口。
| 出口编号     | 设施       | 地点         | 可到达目的地                   | 照片 |
| ------------ | ---------- | ------------ | ------------------------------ | ---- |
|              |            |              |                                |      |
|              | 无障碍电梯 | 天府大道中段 | 天府软件园E区                  |      |
| 出口 · B     |            | 天府五街     | 天府软件园E区、花样年·美年广场 |      |
| 出口 · C · 1 |            | 天府大道中段 | 中国-欧洲中心                  |      |
| 出口 · C · 2 |            | 天府大道中段 | 天府软件园C区、天府软件园D区   |      |

## 大事记
- 2013年8月13日，主体结构封顶[3]。
- 2013年12月1日，天府五街站至华府大道站左线区间贯通[5]。
- 2015年7月25日，正式启用[1]。